# Consumo induzido
Consumo induzido é a porção do consumo que varia com a renda disponível. Quando uma mudança no rendimento disponível “induz” uma mudança no consumo de bens e serviços, então esse consumo alterado é chamado de “consumo induzido”. Em contraste, os gastos com consumo autônomo não variam com a renda. Por exemplo, o gasto com um consumível que é considerado um bem normal seria considerado induzido.
Na função de consumo linear simples, 
{\displaystyle C=a+bY_{d}}
consumo induzido é representado pelo termo {\displaystyle b\times Y_{d}}, Onde {\displaystyle Y_{d}} denota renda disponível e {\displaystyle b} é chamado a propensão marginal a consumir. 